# حصار جبل طارق الكبير
حصار جبل طارق الكبير هو حملة عسكرية فاشلة قادتها إسبانيا وفرنسا للاستيلاء على جبل طارق الخاضع لسلطة بريطانيا خلال حرب الاستقلال الأمريكية. انتهت حرب الاستقلال الأمريكية بخسارة بريطانيا في معركة يوركتاون في أكتوبر عام 1781، بينما هُزم آل بوربون الفرنسيون في غزوتهم الأخيرة على جبل طارق في سبتمبر عام 1782. توقف الحصار في فبراير عام 1783 تزامنًا مع بدء محادثات السلام مع البريطانيين.
في 16 يونيو عام 1779، دخلت إسبانيا الحرب إلى جانب فرنسا، وحاربَتا سوية إلى جانب الولايات الأمريكية المتمردة -كانت القاعدة البريطانية في جبل طارق هدف إسبانيا الرئيس خلال الحرب. حاصر الإسبان في البداية معسكر جبل طارق ضعيف التحصين، والذي كان تحت قيادة البريطاني جورج أوغسطس إليوت، منذ يونيو 1779 وحتى فبراير 1783، بينما كان الجيش الإسباني تحت قيادة الجنرال مارتن ألفاريث دي سوتومايور. فشل الحصار جراء وصول قافلتَي إغاثة -الأولى بقيادة الفريق أول جورج رودني عام 1780 والثانية بقيادة الفريق أول جورج داربي عام 1781، واستطاعت القافلتان الوصول بسلامٍ على الرغم من وجود الأسطول الإسباني في البحر. في ذات العام، خطط الإسبان لشنّ هجومٍ كبير، لكن معسكر جبل طارق أرسل طلعة عسكرية واستدرك الأمر في نوفمبر، ودمّر معظم آليات المدفعية الأمامية.
جراء انعدام جدوى الحصار والفشل الإسباني، وصلت تعزيزات فرنسية إلى جانب الإسبان تحت قيادة دو كريون، واستلم الأخير القيادة في أوائل عام 1782. عقب فترة هدوء خلال الحصار، جمعت فيها القوات الإسبانية الفرنسية المحاصِرة مزيدًا من السلاح والسفن والجنود، شنّ الإسبان والفرنسيون «الغارة الكبرى» في 18 سبتمبر عام 1782. شارك في تلك الغارة 60 ألف مقاتل فرنسي وإسباني، بالإضافة إلى 49 سفينة حربية خطية و10 سفنٍ أخرى مصممة خصيصًا لاحتواء المدفعيات العائمة المُبتكرة حديثًا حينها، وكلّ ذلك مقابل 5000 مقاتل مدافعٍ عن المعسكر. جاءت هزيمة الفرنسيين والإسبان كارثية ومهينة، وتكبّد آل بوربون خسائرًا فادحة. كانت المعركة السابقة أكبر معركة خاضتها الأطراف خلال الحرب من ناحية العدد.
برزت آخر دلالات هزيمة الفرنسيين والإسبان عند وصول قافلة الإغاثة البريطانية تحت قيادة الفريق أول ريتشارد هاو، والتي استطاعت التسلل عبر الأسطول المحاصِر، ووصلت إلى المعسكر في أكتوبر عام 1782. رُفع الحصار عن المعسكر في 7 فبراير عام 1783، فكان ذلك انتصار ساحقٍ للبريطانيين. كان الحصار أحد العوامل التي ساعدت في إنهاء حرب الاستقلال الأمريكية، وارتكزت مفاوضات السلام في باريس على أنباء الحصار بالدرجة الأولى، تحديدًا في ذروة الحصار.
كان الحصار السابق أطول حصار تتعرض له القوات المسلحة البريطانية، فاستمر 3 أعوام و7 أشهر و12 يومًا.

## خلفية
حًصنت صخرة جبل طارق للمرة الأولى عند بناء القلعة الحرّة عام 710 ميلادي. شهدت هذه القلعة حصارات خلال العصور الوسطى، كُلل بعضها بالنجاح. استولت قوة إنجليزية هولندية على جبل طارق عام 1704 خلال حرب الخلافة الإسبانية، وكسبت بريطانيا جبل طارق إثر معاهدة سلام أوترخت عام 1713، وهي المعاهدة التي أنهت الحرب. حاول الإسبان الاستيلاء على جبل طارق مجددًا عام 1727 إبان الحرب الإنجليزية الإسبانية بين عامي 1727 و1729، لكن محاولتهم باءت بالفشل. عقب انتهاء الحرب وتوقيع معاهدة إشبيلية عام 1729، بنى الإسبان عام 1730 صفًا من التحصينات على الجبهة الشمالية لشبه الجزيرة، ما أدى إلى قطع سبل الاتصال بين جبل طارق والبر الرئيس.
في عام 1738، نشب نزاع بين إسبانيا وبريطانيا العظمى حول التجارة بين أوروبا والأمريكيتين. أدى هذا النزاع إلى حرب أذن جينكنز في 23 أكتوبر عام 1739. وضع الطرفان مخططات بهدف تشييد خنادق قرب جبل طارق. بناءً على تلك التحركات الأولية، أمرت بريطانيا الأميرال فيرنون بالإبحار من بورتوبيلو بهدف تعزيز السرب الذي يقوده الأميرال هادوك المتمركز في خليج جبل طارق. على أي حال، لم ينشب قتال ملحوظ في جبل طارق قبل عودة السلام إلى المنطقة عام 1748.
توفي الملك فيليب الخامس، ملك إسبانيا، في 9 يوليو عام 1746، وبدأ وريثه فرناندو السادس مفاوضات مع بريطانيا حول التجارة. كان البرلمان البريطاني سهل الانقياد: فارتأى أعضاء البرلمان أن رفع الحظر التجاري عن إسبانيا، وإمكانية التنازل عن جبل طارق، قد يسهمان في جمع الطرفين لإبرام اتفاقية تجارية. على أي حال، لم يتوصل الطرفان إلى أي اتفاقية قبل وفاة الملك فرناندو السادس عام 1759. لم يرغب الملك الجديد، كارلوس الثالث، بالتفاوض مع بريطانيا، وبدلًا من ذلك، وقّع على اتفاقية تحالفٍ عائلي مع لويس الخامس عشر ملك فرنسا في 15 أغسطس عام 1761. في تلك الفترة، كانت فرنسا تحارب بريطانيا أساسًا خلال ما عُرف بحرب السنوات السبع (1756-1763)، لذا ردّت بريطانيا على التحالف السابق بإعلان الحرب على إسبانيا. في السنتين التاليتين، استولى البريطانيون على مانيلا وهافانا، وهما عاصمتا مستعمرتي الفلبين وكوبا الإسبانيتين. مجددًا، لم تدر أي معاركٍ في جبل طارق. أدت معاهدة سلام باريس عام 1763 إلى إنهاء الحرب، واستعادت إسبانيا من خلالها مدينتي مانيلا وهافانا، مقابل التنازل عن ممتلكاتها في فلوريدا الإسبانية لصالح بريطانيا. من نتائج المعاهدة أيضًا نقل ملكية معظم المستعمرات الفرنسية في أمريكا الشمالية إلى السيادة البريطانية.
في الأعوام التالية التي سادها السلام، سعت فرنسا وإسبانيا إلى انتهاز الفرصة ومحاربة بريطانيا لتوقيع معاهدة سلام جديدة وفق أحكام أفضل بهدف استعادة الممتلكات الاستعمارية المفقودة، فجاءت حرب الاستقلال الأمريكية عام 1775 لتوفير تلك الفرصة.
بدأت فرنسا وإسبانيا توفير الدعم للثوار الأمريكيين بالمال والسلاح، ووضعتا إستراتيجية للتدخل إلى جانب أمريكا ضد بريطانيا. دخلت فرنسا الحرب في أكتوبر عام 1778، وفي 12 أبريل عام 1779، وقّعت معاهدة آرنخويث مع إسبانيا بناءً على الحلف العائلي الثالث بين ملوك آل بوربون، واتفقت الدولتان على مساعدة بعضهما في استعادة الممتلكات التي خسرتاها لصالح بريطانيا. أعلنت إسبانيا لاحقًا الحرب على بريطانيا في 16 يونيو، وانخرطت في تحالفٍ رسمي مع الكونغرس القاري الثاني للولايات المتحدة. كان الهدف الأول لإسبانيا من الحرب، وفق معاهدة آرنخويث، هو السيطرة على جبل طارق وتأمين المنطقة، ونصّت الاتفاقية على عدم توقيع أي معاهدة سلام أو الاتفاق على أي هدنة حتى استعادة جبل طارق. تزامنًا مع انشغال البريطانيين بالحرب في أمريكا، كانت القاعدة البريطانية في جبل طارق ضعيفة التحصين، وتوقعت إسبانيا أن يؤدي الاستيلاء على جبل طارق إلى إعلانٍ رسميٍ للحرب، بشرط أن يعقبه غزو فرنسي إسباني لبريطانيا العظمى، أملًا باستغلال هذا التقدّم كورقة مساومة في المفاوضات مع البريطانيين لاستعادة المستعمرات المفقودة.

### القوى المتحاربة
طُلب من مارتن ألفاريث دي سوتومايور قيادة الحصار، وتألفت قوات المشاة الإسبانية من 16 فوج مشاة، شملت الحرس الملكي الإسباني وحرس فالونيا، بالإضافة إلى آليات المدفعية و12 سربًا من الخيالة، فكان مجموع الجنود نحو 14 ألف مقاتل. قاد روديسيندو تيلي سرب المدفعية، بينما قاد ماركيز أريانو قوات الفرسان. قاد أنطونيو بارثيلو القوات البحرية المسؤولة عن حصار الخليج. أسس بارثيلو قاعدة له في الجزيرة الخضراء، وامتلك أسطولًا يتألف من عدة سفن قرصانية (سفينة القراصنة) وزوارق مدفعية.